# عبدالله الموزاین
عبدالله الموزاین (انگلیسی: Abdullah Al-Muzayen؛ زادهٔ ۸ فوریهٔ ۱۹۸۸) اسکواش‌باز اهل کویت است.